# Ndlambe
Ndlambe (officieel Ndlambe Local Municipality) is een gemeente in het Zuid-Afrikaanse district Sarah Baartman.
Ndlambe ligt in de provincie Oost-Kaap en telt 61.176 inwoners.

## Hoofdplaatsen
Het nationaal instituut voor de statistiek, Stats SA, deelt sinds de census 2011 deze gemeente in in 14 zogenaamde hoofdplaatsen (main place):
Alexandria • Bathurst • Boknesstrand • Bushmans River • Canon Rocks • Kasouga • Kenton on Sea • Kleinemonde • KwaNonkqubela • Ndlambe NU • Nkwenkwezi • Nolukhanyo • Port Alfred • Seafield.